# Штаб рейхсляйтера Розенберга
Оперативный штаб рейхсляйтера Розенберга (нем. Einsatzstab Reichsleiter Rosenberg) — нацистская организация, занимавшаяся конфискацией и вывозом культурных ценностей с оккупированных территорий.
В основном занималась конфискацией печатных материалов (книг и архивных документов), а также сбором разнообразной информации об оккупированных территориях, в первую очередь, материалов большевистской идеологии и пропаганды с целью их дальнейшего научного изучения и использования. Кроме информации идеологического характера сотрудники Штаба собирали сведения о ресурсной базе оккупированных территорий, состоянии экономики, культуры, науки, образования и т. д., а также материалы о немецкой колонизации, особенно на территории республик Советского Союза. Местные отделения этой организации (главные рабочие группы и входящие в их состав рабочие группы) располагались в Амстердаме, Брюсселе, Париже, Белграде, Риге, Таллине, Дерпте, Минске, Смоленске, Киеве, Харькове, Днепропетровске и Симферополе. При Штабе существовали также зондерштабы («Sonderstäbe» — «особые штабы»), деятельность которых носила тематический характер (наука, древняя история, фольклористика, генеалогия, изобразительное искусство, музыка, мировоззренческая информация и др.) и которые представляли профильные ведомства структуры Розенберга («das Amt Rosenberg») при НСДАП и мобильные команды.
После поражения Германии в войне документы штаба Розенберга были захвачены союзниками и в настоящее время находятся на хранении в архивах России, Украины и США. В Российском государственном военном архиве есть фонды 1402 («Архивный фонд Оперативного штаба рейхсляйтера Розенберга — ЭРР» и 1401 («Картотека Архивного фонда Оперативного штаба рейхсляйтера Розенберга»). Сотрудниками РГВА обработан и издан в виде краткого аннотированного путеводителя фонд 1401. Часть документов Штаба, хранящаяся на Украине, в Киеве в Государственном архиве высших органов власти и управления (ф. 3676, ф. 3674), представлена в издании «Деятельность Оперативного штаба рейхсляйтера Розенберга в оккупированной Европе в период Второй мировой войны: справочник-указатель архивных документов из киевских собраний».